# Iliaș Alexandru

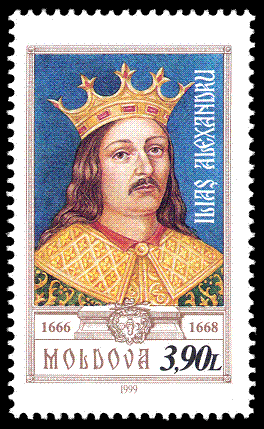
Iliaș Alexandru (moldawische Briefmarke 1999)

Iliaș Alexandru (auch: Iliaș III.) war der Sohn des moldauischen Fürsten Alexandru Iliaș.
Iliaș Alexandru herrschte selbst in dem Donaufürstentum zwischen dem 21. Mai 1666 und dem 8. November 1668. Im Gegensatz zu vielen seiner Vorgänger galt er als bescheidener und gutmütiger Mensch, der oft und gerne in Not Geratenen unter die Arme griff. So soll er wiederholte Male die Schulden anderer aus seiner Privatschatulle beglichen haben. Ausgerechnet in seine Regierungszeit fällt die unpopuläre Erhöhung der Tributzahlungen an die Hohe Pforte um jährliche 25.000 Lei.
Iliaș Alexandru konnte dem Druck des Thronprätendenten Gheorghe Duca nicht lange standhalten und ging ins Istanbuler Exil, wo er auch starb.